# В двух шагах от рая (роман)
«В двух шагах от рая» — роман Михаила Евстафьева о войне в Афганистане.
Автор, офицер запаса и очевидец последних драматичных лет пребывания советских войск в Афганистане, закончил роман в середине 1990-х годов, но рукопись долго лежала на полке, и увидела свет только на волне нового интереса к той войне.
В журнальном варианте роман появился в 1997 году на страницах дивизионной газеты «Солдат России» 201-й мотострелковой дивизии в Таджикистане. В 2006 году роман вышел в серии «Афган» издательства «Эксмо».
Выходные данные:
- Евстафьев М. А. «В двух шагах от рая». — М.: Эксмо, 2006. — 411 с. — ISBN 5-699-18424-4.